# Ronny Rodriguez
Ronny Rodríguez Martinez más conocido como “El felino de Mao” (Nacido el 17 de abril de 1992 en Santiago de los caballeros, República Dominicana) es un Utility Dominicano que jugó para los Milwaukee Brewers en la MLB. Fue firmado por los Indios de Cleveland en el año 2010 como amateur a los 18 años de edad donde duró hasta 2017 con dicha organización, luego en el 2018 fue firmado como agente libres por los Tigres de Detroit con un contrato de liga menor y más adelante el 31 de mayo debutando por primera vez en las grandes ligas.

## Historia
Ronny Rodríguez (El felino de mao) nació en la ciudad de Santiago de los caballeros hijo de Maribel Martinez y Domingo Rodríguez a su corta edad de un 1 año fue llevado a la ciudad de Valverde Mao donde vive actualmente, donde fue a vivir con sus abuelos y su madre ya que sus padres se separaron a una edad temprana desde ese momento comenzó a vivir con su madre como madre soltera. La vida de Ronny desde pequeño le trascurrieron muchos percances hasta que su madre se juntó con su padrastro Valerio y desde el 1996 hasta la fecha están juntos. Su padrastro quien lo ha criado desde entonces se fue hacia los Estados Unidos dejándolos en República Dominicana a él y su madre. Ronny no sabe lo que es un calor de padre porque nunca estaba con él pero su mama es su padre y madre para él, según el nos expresaba. También Ronny Rodríguez nos dijo esto "ya que era hijo único mi vida transcurría una vida normal estudiaba en la Paúl Harris y la Juan Isidro Perez hasta octavo grado a la edad de 14 año en el 2007 mi padrastro nos trajo a los estados unidos a la ciudad de Lawrence Masachusett". Tres años después en el 2010 a la edad de 18 años el equipo de Cleveland le ofreció un contrato para cumplir el sueño de Ronny.

## Carrera
La carrera de Ronny Rodriguez comienza el 5 de octubre del 2010 cuando firmó como agente libre para los indios de cleveland, después de durar 7 años con los indios decidió ir a la agencia libre donde firmó con los Tigres de Detroit con un contrato de liga menor, luego tuvo un desempeño espectacular en triple A hasta que Detroit lo subiera a Grandes Ligas el 31 de mayo de 2018 y debutar ese mismo día. 
Desde ese entonces esta es la trayectoria de liga menor del prospecto hasta llegar a grandes ligas.
2011: Lake County Captains ( Clase A fuerte)
2012: Carolina Mudcats (Clase A avanzada)
2013: Akron Aeros (Doble A)
2014: Akron Rubberducks (Doble A)
2015: Akron Rubberducks (Doble A)
2015: Columbus Clippers (Triple A) 
2016: Columbus Clippers (Triple A)
2017: Columbus Clippers  (Triple A)
2018:  Toledo Mud Hens  (Triple A)
2018:  Detroit Tigers   (MLB)
2019:  Detroit Tigers   (MLB)